# 맬 도너기
맬러키 마틴 도너기(영어: Malachy Martin Donaghy, 1957년 9월 13일, 벨파스트 ~)는 전 북아일랜드 국가대표 축구 선수로, 현역 시절 수비수로 활약했다.

## 클럽 경력
북아일랜드 U-19 국가대표팀 감독을 역임하기도 한 도너기는 서부 벨파스트 출신으로, 다운 앤드 커너 리그의 무명 구단인 세인트 애니스에서 골키퍼로 축구에 입문했는데, 이후 포스트 오피스 소셜 클럽에서 골키퍼 외의 보직을 맡았다.
불과 6개월도 되지 않아, 그는 또다시 둥지를 옮겼는데, 이번에는 아마추어 리그의 크로맥 앨비언에서 활동하다가 란의 브라이언 핼리데이 감독의 눈에 띄어 이적했다.
도너기는 계속해서 주가가 급등하는 선수였는데, 인버 파크를 연고로 하는 구단 소속으로 20경기만 뛰고, 1978년 6월에 £20,000의 이적료로 루턴 타운으로 이적했다.
그는 10년 동안 루턴 타운에서 활약했는데, 당시 구단은 역사상 최전성기를 보냈다. 그는 1982년에 2부 리그 우승을 거두어 처음으로 1부 리그 무대를 경험하게 되었다. 그는 루턴의 1부 리그 잔류에 힘을 보탰고, 1986-87 시즌에 구단 역대 최고 성적인 리그 7위를 기록했다. 1987-88 시즌에는 루턴의 첫 주요 대회 우승에 일조했는데, 아스널과의 풋볼 리그컵 결승전에서 3-2 깜짝 승리를 기록했다.
1988년 10월, 도너기는 케닐워스 로드를 떠나 £650,000에 유년 시절에 지지했던 맨체스터 유나이티드에 입단했다. 알렉스 퍼거슨 감독은 31세의 선수를 영입하는데 거액을 드리는 도박을 감행했지만, 도너기는 자신이 선호하는 중앙 수비 외에도 측면 수비를 맡아도 꾸준한 활약을 선보여 믿음에 보답했다.
유나이티드 이적 후, 도너기는 1988-89 시즌에 선수단의 주전 좌측 수비수로 활약하며, 대회 귀속 규정에 따라 출전할 수 없는 리그컵 경기만 결장했다. 그러나, 그는 1989-90 시즌에 들어 출전 기회가 줄어들었고, 크리스털 팰리스를 이긴 FA컵 결승전에도 출전하지 못했다. 그러나, 그는 1990-91 시즌 유러피언 컵위너스컵 결승전에 교체로 출전했다.
유나이티드는 1991-92 시즌에 1부 리그 준우승을 거두었고, 사상 첫 리그컵 우승을 거두었지만, 도너기의 1군 경기 출전 기회는 적었고, 노팅엄 포리스트와의 리그컵 결승전에 결장할 수밖에 없었다.
그의 35번째 생일을 앞두고 1992년 8월에 그가 향한 곳은 첼시였고, 이언 포터필드 감독은 그를 영입하기 위해 £100,000를 들였다.
도너기는 초대 프리미어리그 시즌을 11위로 마쳤고, 이듬해 FA컵 결승전에 올랐지만, 이 시즌 2관왕을 달성한 맨체스터 유나이티드에게 0-4로 패했다. 시즌 종료 후, 도너기는 은퇴했다.
그의 마지막 경기는 북아일랜드 국가대표팀 일원으로 마이애미에서 1994년 6월에 치른 멕시코와의 경기로, 당시 그는 37번째 생일을 3달 앞두었다.
현역 은퇴 후, 도너기는 가족과 고향으로 돌아가 뉴리 타운 지휘봉을 잠깐 잡았고, 클리프턴빌도 잠깐 거쳤고, 고향 도너걸 셀틱의 유소년 개발부장도 역임했다. 2000년, 그는 북아일랜드 U-19 국가대표팀의 감독으로 취임했다.
그의 아들 시어런은 캐릭 레인저스에서 활동했다.

## 국가대표팀 경력
도너기는 북아일랜드 국가대표팀 경기에 91번 출전했는데, 그의 첫 국가대표팀 경기는 윈저 파크에서 1-0으로 이긴 스코틀랜드와의 국제 대회 경기였다. 그는 1982년과 1986년 월드컵 본선에도 출전해 명성을 드높였다. 전자의 대회에서, 그는 북아일랜드가 참가한 5번의 경기 중 4번의 경기에 출전했다. 그는 발렌시아에서 개최국 스페인을 상대로 1-0 충격패를 안긴 경기에서 60분에 상대 호세 안토니오 카마초를 담가 퇴장당했지만, 마드리드에서 1-4로 패한 프랑스전에 북아일랜드 선발 명단에 복귀했다.

## 수상

### 클럽
루턴 타운
- 풋볼 리그컵: 1987–88

맨체스터 유나이티드
- 유러피언 컵위너스컵: 1990–91
- 채리티 실드: 1990
- 유러피언 슈퍼컵: 1991